# 우쓰노미야 대학

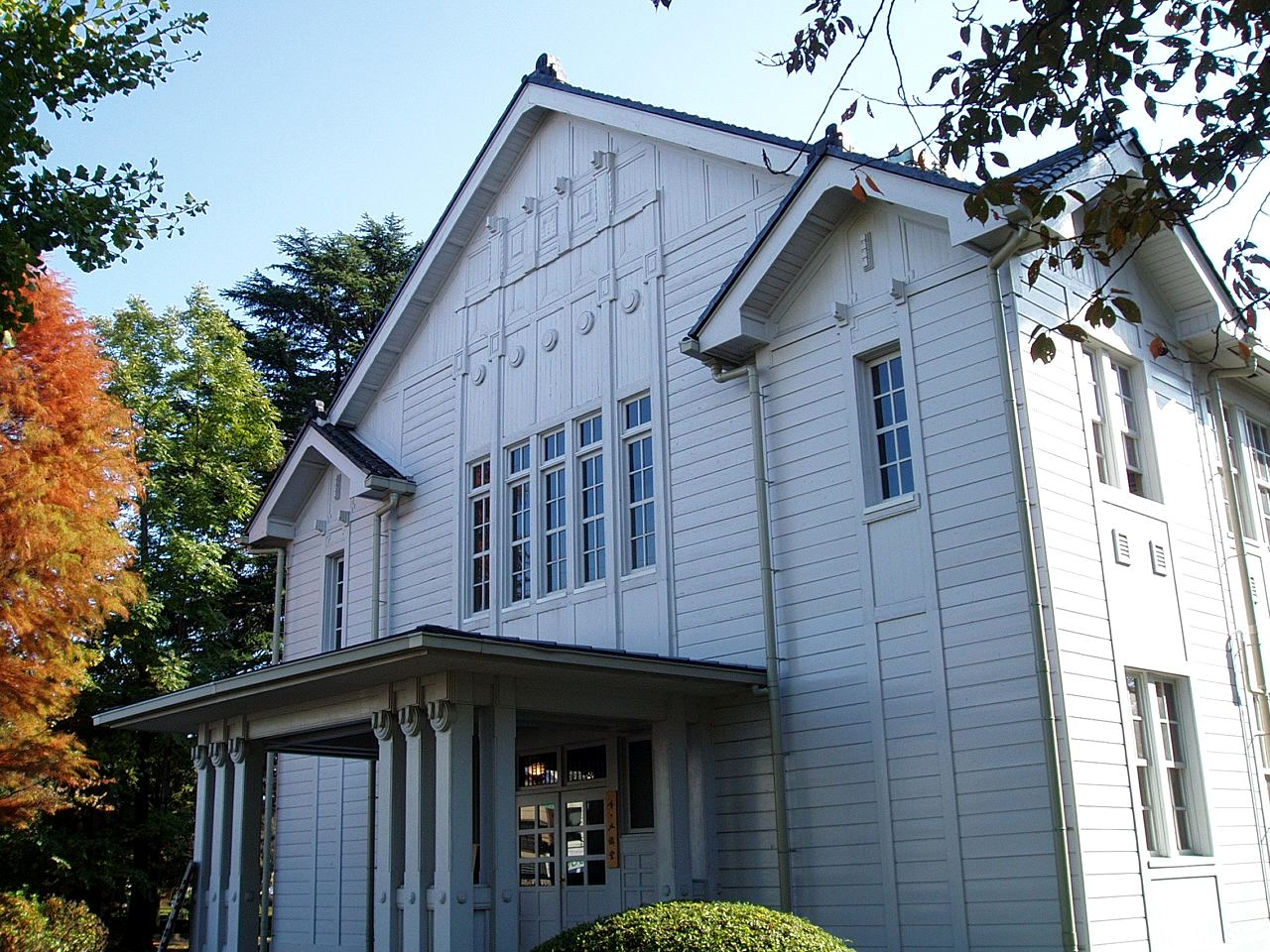
우쓰노미야 농림 전문학교 강당

우쓰노미야 대학(일본어: 宇都宮大学, Utsunomiya University)은 일본의 국립 대학이다. 도치기현 우쓰노미야시에 위치하고 있다.

## 연혁
우쓰노미야 대학은 1949년에 우쓰노미야 농림 전문학교(宇都宮農林專門學校), 도치기 사범학교(栃木師範學校)와 도치기 청년 사범학교(栃木靑年師範學校)를 통합해서 설립되었다.

### 우쓰노미야 농림 전문학교
- 1922년 현 미네(峰)캠퍼스에 우쓰노미야 고등 농림학교(宇都宮高等農林學校) 창설.
  - 농학과, 임학과와 농정경제학과를 설치.
- 1926년 식물정원 완성.
- 1940년 수의학과를 설치.
- 1941년 농업토목학과를 설치.
- 1944년 우쓰노미야 농림 전문학교로 개칭.
- 1945년 농예화학과를 설치.
- 1949년 신제(新制) 우쓰노미야 대학 농학부가 됨.

### 도치기 사범학교
- 1873년 현 도치기시(栃木市)에 유사사범학교(類似師範學校) 설립.
- 1879년 도치기 현 사범학교(栃木縣師範學校)로 개칭.
- 1885년 현 우쓰노미야시에 이전.
- 1904년 도치기 현 여자 사범학교(栃木縣女子師範學校) 설립.
- 1943년 도치기 현 사범학교와 도치기 현 여자 사범학교를 통합. 관립 도치기 사범학교 설립.
- 1949년 우쓰노미야 대학 학예학부가 됨.

### 도치기 청년 사범학교
- 1922년 도치기 현립 실업보습학교 교원 양성소(栃木縣立實業補習學校敎員養成所) 설립.
- 1930년 도치기 현립 실업교원 양성소(栃木縣立實業敎員養成所)로 개칭.
- 1936년 도치기 현립 청년학교 교원 양성소(栃木縣立靑年學校敎員養成所)로 개칭.
- 1944년 관립 도치기 청년 사범학교로 개칭.
- 1949년 우쓰노미야 대학 학예학부가 됨.

### 우쓰노미야 대학
- 1949년 우쓰노미야 대학 발족. 학예학부와 농학부를 설치.
- 1955년 학예학부가 미네(峰)캠퍼스에 이전.
- 1964년 우쓰노미야 공업 단기대학을 통합. 공학부를 설치.
- 1966년 학예학부를 교육학부로 개칭.
- 1995년 국제학부를 설치.

## 캠퍼스

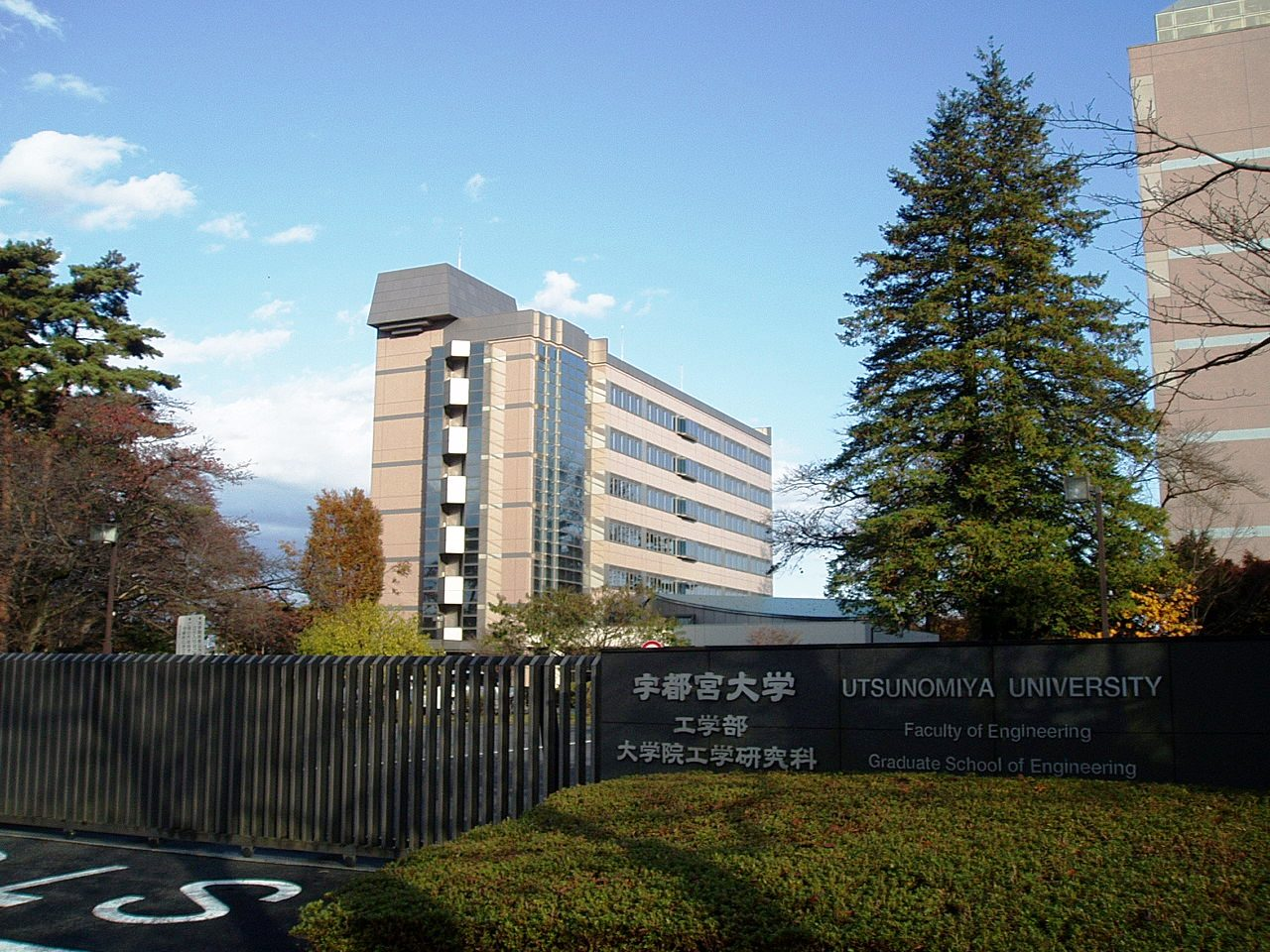
요토 캠퍼스 (공학부)

- 미네(峰) 캠퍼스: 대학 본부 캠퍼스.
- 도치기현 우쓰노미야시 미네마치(峰町) 350.
- 요토(陽東) 캠퍼스: 공학부 캠퍼스.
- 도치기 현 우쓰노미야 시 요토(陽東) 7-1-2.

## 조직

### 학부
- 국제학부
  - 국제사회학과
  - 국제문화학과
- 교육학부
  - 학교교원 양성과정
  - 생애 교육 과정
  - 환경 교육 과정
- 농학부
  - 생물생산과학과
  - 농업환경공학과
  - 농업경제학과
  - 삼림과학과
- 공학부
  - 기계 시스템 공학과
  - 전기전자 공학과
  - 응용화학과
  - 건설학과
  - 정보공학과

### 대학원
- 국제학 연구과
- 교육학 연구과 (석사과정)
- 공학 연구과
- 농학 연구과 (석사과정)
- 연합 농학 연구과 (박사과정)
  - 도쿄 농공대학, 이바라키 대학, 우쓰노미야 대학 연합 대학원.